# Seznam chráněných území v okrese Uherské Hradiště
Toto je seznam chráněných území v okrese Uherské Hradiště aktuální k roku 2014, ve kterém jsou uvedena chráněná území v oblasti okresu Uherské Hradiště.
| Kód  | Obrázek                                            | Typ  | Název                         | Rozloha (ha) | Galerie Commons                                                                       | Popis území | Souřadnice                       |
| ---- | -------------------------------------------------- | ---- | ----------------------------- | ------------ | ------------------------------------------------------------------------------------- | --- | -------------------------------- |
| 1919 | Babí hora                                          | PP   | Babí hora                     | 1,19         | Kategorie „Babí hora (natural monument)“ na Wikimedia Commons                         | Stepní společenstva s výskytem chráněných druhů rostlin a živočichů | 48°57′22″ s. š., 17°33′49″ v. d. |
| 784  | Přírodní památka Bahulské jamy                     | PP   | Bahulské jamy                 | 14,09        | Kategorie „Bahulské jamy“ na Wikimedia Commons                                        | Ukázka bělokarpatské květnaté louky | 48°53′51″ s. š., 17°39′10″ v. d. |
| 1693 |                                                    | PP   | Barborka                      | 7,96         | Kategorie „Barborka (přírodní památka)“ na Wikimedia Commons                          | Zachování starého porostu dubové bučiny a pískovcových skalních útvarů | 49°6′31″ s. š., 17°19′8″ v. d.   |
| 71   | Kopec Lesná, část CHKO Bílé Karpaty                | CHKO | Bílé Karpaty                  | 71 500       | Kategorie „CHKO Bílé Karpaty“ na Wikimedia Commons                                    | | 49°1′13″ s. š., 17°51′20″ v. d.  |
| 2156 | Výhled z PP Břestecká skála směrem k pohoří Chřiby | PP   | Břestecká skála               | 4,10         | Kategorie „Břestecká skála (natural monument)“ na Wikimedia Commons                   | Významný geomorfologický útvar s reliktním výskytem borovice lesní a původní karpatské ostřicové dubohabřiny                                                                              | 49°6′41″ s. š., 17°20′6″ v. d.   |
| 1746 | Cestiska                                           | PP   | Cestiska                      | 2,98         | Kategorie „Cestiska“ na Wikimedia Commons                                             | Opuštěné pastviny s jalovcem a vzácnými rostlinnými druhy | 48°55′42″ s. š., 17°43′52″ v. d. |
| 5821 | Čerťák                                             | PP   | Čerťák                        | 8,4299       | Kategorie „Čerťák (natural monument)“ na Wikimedia Commons                            | Populace hořavky duhové, včetně jejího biotopu | 49°4′17″ s. š., 17°25′37″ v. d.  |
| 785  | File:Přírodní rezervace Dolnoněmčanské louky       | PR   | Dolnoněmčanské louky          | 28,82        | Kategorie „Dolnoněmčanské louky“ na Wikimedia Commons                                 | Zbytek bělokarpatských luk | 48°53′50″ s. š., 17°38′1″ v. d.  |
| 781  |                                                    | PR   | Drahy                         | 15,08        | Kategorie „Drahy (nature reserve)“ na Wikimedia Commons                               | Ukázka bělokarpatských luk a pastvin | 48°55′16″ s. š., 17°38′21″ v. d. |
| 1747 | Dubiny                                             | PP   | Dubiny                        | 1,37         | Kategorie „Dubiny (natural monument)“ na Wikimedia Commons                            | Významná orchidejová louka | 48°54′59″ s. š., 17°44′4″ v. d.  |
| 1624 | Grun                                               | PP   | Grun                          | 3,46         | Kategorie „Grun“ na Wikimedia Commons                                                 | Zamokřená louka s typickou květenou Bílých Karpat | 48°56′26″ s. š., 17°46′29″ v. d. |
| 5753 |                                                    | PR   | Hladké                        | 38,4076      |                                                                                       | Původní listnaté lesy s přestárlou bučinou | 48°55′38″ s. š., 17°47′18″ v. d. |
| 620  |                                                    | PR   | Holý kopec                    | 92,09        | Kategorie „Holý kopec“ na Wikimedia Commons                                           | Zachování lesního komplexu přirozených doubrav a bučin s bohatou škálou lesních typů a vzácnými druhy flóry a fauny                                                                       | 49°6′14″ s. š., 17°17′16″ v. d.  |
| 808  | Horní louky                                        | PR   | Horní louky                   | 6,29         | Kategorie „Horní louky“ na Wikimedia Commons                                          | Ukázka bělokarpatských luk | 48°56′41″ s. š., 17°43′ v. d.    |
| 2182 | Hrádek (přírodní památka, okres Uherské Hradiště)  | PP   | Hrádek                        | 0,33         | Kategorie „Hrádek“ na Wikimedia Commons                                               | Zachování největšího a charakteristického projevu třetihorní vulkanické aktivity v této oblasti                                                                                           | 48°59′31″ s. š., 17°42′55″ v. d. |
| 1745 | Přírodní památka Hrnčárky                          | PP   | Hrnčárky                      | 4,05         | Kategorie „Hrnčárky“ na Wikimedia Commons                                             | Květnatá louka a prameniště s bohatou květenou | 48°54′32″ s. š., 17°40′34″ v. d. |
| 5982 | Přírodní památka Hříštěk                           | PP   | Hříštěk                       | 1,9151       | Kategorie „Hříštěk (natural monument)“ na Wikimedia Commons                           | Luční pěnovcové prameniště, vlhká pcháčová louka, mezofilní ovsíková louka, západokarpatské dubohabřiny; druhy vrkoč útlý, ohniváček černočárný a modrásek bahenní, včetně jejich biotopu | 49°4′26″ s. š., 17°18′17″ v. d.  |
| 5920 | Huštěnovická ramena                                | PP   | Huštěnovická ramena           | 23,67        | Kategorie „Huštěnovická ramena“ na Wikimedia Commons                                  | Měkký luh nížinných řek a hořavka duhová včetně jejího biotopu | 48°6′ s. š., 17°29′0″ v. d.      |
| 791  | Hutě (přírodní rezervace)                          | PR   | Hutě                          | 12,23        | Kategorie „Hutě (přírodní rezervace)“ na Wikimedia Commons                            | Bělokarpatské pastviny s bohatou květenou a solitérními stromy | 48°59′26″ s. š., 17°54′29″ v. d. |
| 805  | Popis obrazku                                      | PP   | Chmelinec                     | 2,76         | Kategorie „Chmelinec“ na Wikimedia Commons                                            | Bohatá lokalita prstnatce májového a kruštíku bahenního | 48°56′23″ s. š., 17°51′9″ v. d.  |
|      | Chřiby z rozhledny Brdo                            | PřP  | Chřiby                        | 26 025       |                                                                                       | | 49°4′55″ s. š., 17°14′25″ v. d.  |
| 140  | NPR Javorina                                       | NPR  | Javorina                      | 165,87       | Kategorie „Javorina (national nature reserve“ na Wikimedia Commons                    | Původní listnaté porosty tvořené především květnatými bučinami a suťovými porosty, mající ve své vrcholové části pralesovitý charakter                                                    | 48°51′41″ s. š., 17°40′38″ v. d. |
| 1950 | Oblast Ježovského lomu                             | PP   | Ježovský lom                  | 0,97         | Kategorie „Ježovský lom“ na Wikimedia Commons                                         | Ukázka flyšové sedimentace luhačovického souvrství | 49°2′21″ s. š., 17°13′31″ v. d.  |
| 2056 | Kalábová                                           | PP   | Kalábová                      | 0,58         | Kategorie „Kalábová“ na Wikimedia Commons                                             | Mokřad s výskytem ohrožených druhů rostlin | 48°56′23″ s. š., 17°44′36″ v. d. |
| 5863 |                                                    | PP   | Kalábová 2                    | 0,0489       |                                                                                       | Pěnovcový mokřad, vzácné a ohrožené druhy rostlin a živočichů, zejména ostřice Davallova a ostřice bílá včetně jejich biotopů                                                             | 48°56′17″ s. š., 17°44′54″ v. d. |
| 1942 | Kanada (přírodní rezervace)                        | PR   | Kanada                        | 18,73        | Kategorie „Kanada (přírodní rezervace)“ na Wikimedia Commons                          | Tůně a slepá ramena v inundačním území | 49°6′9″ s. š., 17°29′27″ v. d.   |
| 1939 | Kobylí hlava                                       | PR   | Kobylí hlava                  | 3,39         | Kategorie „Kobylí hlava (nature reserve)“ na Wikimedia Commons                        | Zbytek kavylové louky | 48°57′25″ s. š., 17°31′31″ v. d. |
| 1938 |                                                    | PR   | Kolébky                       | 95,86        | Kategorie „Kolébky“ na Wikimedia Commons                                              | Jilmový luh s výskytem vzácných druhů | 49°0′40″ s. š., 17°22′31″ v. d.  |
| 2183 | Koukolky                                           | PP   | Koukolky                      | 1,36         | Kategorie „Koukolky“ na Wikimedia Commons                                             | Ojedinělá lokalita xerotermní vegetace se vzácnými a chráněnými druhy rostlin | 49°3′8″ s. š., 17°19′50″ v. d.   |
| 192  | Kovářův žleb                                       | PR   | Kovářův žleb                  | 7,26         | Kategorie „Kovářův žleb“ na Wikimedia Commons                                         | Ochrana bohatého výskytu ohrožených druhů rostlin a živočichů | 49°1′10″ s. š., 17°34′39″ v. d.  |
| 2120 | Lázeňský mokřad                                    | PP   | Lázeňský mokřad               | 9,18         | Kategorie „Lázeňský mokřad“ na Wikimedia Commons                                      | Poslední zbytek původních slatinných luk s porosty vrbin | 49°1′7″ s. š., 17°26′26″ v. d.   |
| 810  | Lom Rasová                                         | PP   | Lom Rasová                    | 4,43         | Kategorie „Lom Rasová“ na Wikimedia Commons                                           | Zatopený pískovcový lom – refugium obojživelníků | 48°58′33″ s. š., 17°48′44″ v. d. |
| 2098 | Máchova dolina                                     | PP   | Máchova dolina                | 2,51         | Kategorie „Máchova dolina“ na Wikimedia Commons                                       | Zachování v areálu Chřibů ojedinělého typu kyselých bučin značného stáří | 49°9′46″ s. š., 17°18′52″ v. d.  |
| 2157 | Pohled na lokalitu                                 | PP   | Makovica                      | 5,20         | Kategorie „Makovica“ na Wikimedia Commons                                             | Zachování ukázky typických lesních společenstev chřibské pahorkatiny | 49°5′24″ s. š., 17°16′29″ v. d.  |
| 2158 | Maršava                                            | PP   | Maršava                       | 2,40         | Kategorie „Maršava“ na Wikimedia Commons                                              | Zachování posledních zbytků starých porostů na přirozených výchozech sedimentů račanské jednotky                                                                                          | 49°6′4″ s. š., 17°16′22″ v. d.   |
| 1889 | Medlovický lom                                     | PP   | Medlovický lom                | 1,16         | Kategorie „Medlovický lom “ na Wikimedia Commons                                      | Unikátní výskyt porcelanitu v lomové stěně | 49°3′3″ s. š., 17°15′48″ v. d.   |
| 796  |                                                    | PP   | Mechnáčky                     | 9,65         | Kategorie „Mechnáčky“ na Wikimedia Commons                                            | Květnatá louka, naleziště prstnatce pleťového | 48°52′58″ s. š., 17°42′15″ v. d. |
| 5989 | Mokřad u Slováckých strojíren                      | PP   | Mokřad u Slováckých strojíren | 7,38         | Kategorie „Mokřad u Slováckých strojíren“ na Wikimedia Commons                        | Kuňka žlutobřichá – evropsky významný druh a její biotop | 49°0′4″ s. š., 17°38′59″ v. d.   |
| 801  | Mravenčí louka                                     | PP   | Mravenčí louka                | 15,35        | Kategorie „Mravenčí louka“ na Wikimedia Commons                                       | Zachovalá společenstva vstavačových luk | 48°57′58″ s. š., 17°49′17″ v. d. |
| 5994 | PP Myšince                                         | PP   | Myšince                       | 11,6046      | Kategorie „Myšince (natural monument)“ na Wikimedia Commons                           | Teplomilné doubravy a širokolisté suché trávníky | 49°1′22″ s. š., 17°34′46″ v. d.  |
| 2159 | Popis obrazku                                      | PP   | Nádavky                       | 0,32         | Kategorie „Nádavky“ na Wikimedia Commons                                              | Bohatý výskyt vzácných teplomilných druhů rostlin a především ochrana lnu žlutého | 48°56′47″ s. š., 17°34′41″ v. d. |
| 2195 | Přírodní památka Nazaret                           | PP   | Nazaret                       | 2,80         | Kategorie „Nazaret (natural monument)“ na Wikimedia Commons                           | Zachování ukázky starého lesního porostu tvořeného zástupci dřevin typickými pro původní karpatské lesy                                                                                   | 49°9′53″ s. š., 17°18′42″ v. d.  |
| 798  | Přírodní rezervace Nová hora                       | PR   | Nová hora                     | 29,61        | Kategorie „Nová hora“ na Wikimedia Commons                                            | Louky a pastviny s hojným výskytem vstavačovitých | 48°53′24″ s. š., 17°43′39″ v. d. |
| 799  | Popis obrazku                                      | PP   | Nové louky                    | 12,96        | Kategorie „Nové louky“ na Wikimedia Commons                                           | Louky s výskytem vzácných teplomilných druhů | 48°55′6″ s. š., 17°40′32″ v. d.  |
| 2184 | Okluky                                             | PP   | Okluky                        | 0,52         | Kategorie „Okluky (natural monument“ na Wikimedia Commons                             | Jediný povrchový výchoz púchovských slínů v rámci magurského flyše | 48°58′45″ s. š., 17°30′22″ v. d. |
| 2055 | Popis obrazku                                      | PP   | Olšava                        | 3,44         | Kategorie „Olšava (natural monument)“ na Wikimedia Commons                            | Poslední zbytky přirozeného neregulovaného úseku řeky Olšavy, zoologicky velmi významná lokalita                                                                                          | 49°2′41″ s. š., 17°31′2″ v. d.   |
| 5990 |                                                    | PP   | Ovčírka                       | 1,44         |                                                                                       | Kuňka ohnivá – evropsky významný druh a její biotop | 49°2′34″ s. š., 17°43′32″ v. d.  |
| 807  | Popis obrazku                                      | PP   | Pod Hribovňou                 | 6,65         | Kategorie „Pod Hribovňou“ na Wikimedia Commons                                        | Zbytek bělokarpatských pastvin se vzácnými druhy rostlin; jedna z posledních lokalit hořečku žlutavého                                                                                    | 48°55′59″ s. š., 17°50′42″ v. d. |
| 2185 | Pod Husí horou                                     | PP   | Pod Husí horou                | 0,03         | Kategorie „Pod Husí horou“ na Wikimedia Commons                                       | Jediný povrchový výchoz hluckých vrstev, které jsou nejstarším sedimentem bělokarpatské jednotky                                                                                          | 48°59′ s. š., 17°30′56″ v. d.    |
| 788  | Pod Žitkovským vrchem                              | PR   | Pod Žitkovským vrchem         | 16,06        | Kategorie „Pod Žitkovským vrchem“ na Wikimedia Commons                                | Krajinářsky cenné louky a pastviny s rozptýlenou zelení | 48°59′10″ s. š., 17°53′0″ v. d.  |
| 1035 | Popis obrazku                                      | NPR  | Porážky                       | 49,76        | Kategorie „Porážky“ na Wikimedia Commons                                              | Významná bělokarpatská louka, jediné naleziště všivce statného v ČR | 48°53′7″ s. š., 17°37′27″ v. d.  |
|      | Prakšická vrchovina                                | PřP  | Prakšická vrchovina           | 4 482,5      | Kategorie „Nature park Prakšická vrchovina“ na Wikimedia Commons                      | |                                  |
| 5991 | Remízy u Bánova                                    | PP   | Remízy u Bánova               | 15,82        | Kategorie „Remízy u Bánova“ na Wikimedia Commons                                      | Bourovec trnkový – evropsky významný druh a jeho biotop | 48°58′14″ s. š., 17°44′25″ v. d. |
| 5986 | Rochus                                             | PP   | Rochus                        | 20,37        | Kategorie „Rochus (natural monument)“ na Wikimedia Commons                            | Bourovec trnkový – evropsky významný druh a jeho biotop | 49°4′33″ s. š., 17°29′33″ v. d.  |
| 1940 | Rovná hora                                         | PR   | Rovná hora                    | 12,27        | Kategorie „Rovná hora“ na Wikimedia Commons                                           | Lokalita vzácného hmyzu, zejména motýlů | 49°4′10″ s. š., 17°35′22″ v. d.  |
| 5987 | Salašské pěnovce                                   | PP   | Salašské pěnovce              | 5,8548       | Kategorie „Salašské pěnovce“ na Wikimedia Commons                                     | Lesní pěnovcová prameniště | 49°8′39″ s. š., 17°19′29″ v. d.  |
| 2186 | Skalky (přírodní památka)                          | PP   | Skalky                        | 0,87         | Kategorie „Skalky (natural monument, Uherské Hradiště District)“ na Wikimedia Commons | Jedinečná ukázka mladého vulkanismu v oblasti flyšových Karpat na území Moravy | 48°58′59″ s. š., 17°44′43″ v. d. |
| 2099 | Smutný žleb                                        | PR   | Smutný žleb                   | 8,50         | Kategorie „Smutný žleb“ na Wikimedia Commons                                          | Zachování v areálu Chřibů ojedinělého typu kyselých bučin značného stáří | 49°9′5″ s. š., 17°18′15″ v. d.   |
| 5992 | Stráně u Popovic                                   | PP   | Stráně u Popovic              | 8,50         | Kategorie „Stráně u Popovic“ na Wikimedia Commons                                     | Bourovec trnkový (Eriogaster catax) - evropsky významný druh a jeho biotop | 49°14′4″ s. š., 17°19′16″ v. d.  |
| 1434 | Přírodní památka Sviní hnízdo                      | PP   | Sviní hnízdo                  | 5,34         | Kategorie „Sviní hnízdo“ na Wikimedia Commons                                         | Smíšený listnatý porost s bohatým podrostem, naleziště motýla jasoně dymnivkového | 48°53′24″ s. š., 17°37′57″ v. d. |
| 779  | Terasy                                             | PP   | Terasy                        | 10,83        | Kategorie „Terasy“ na Wikimedia Commons                                               | Jedno z posledních útočišť ohrožených druhů teplomilné květeny pravobřežních teras řeky Olšavy a na ni vázaných druhů hmyzu                                                               | 49°3′27″ s. š., 17°36′6″ v. d.   |
| 2097 | Trnovec (přírodní rezervace)                       | PR   | Trnovec                       | 45,93        | Kategorie „Trnovec (přírodní rezervace)“ na Wikimedia Commons                         | Zachování lesního typu tvrdého luhu | 49°6′55″ s. š., 17°29′52″ v. d.  |
| 1905 | Tůň u Kostelan                                     | PP   | Tůň u Kostelan                | 1,20         | Kategorie „Tůň u Kostelan“ na Wikimedia Commons                                       | Významný mokřad – lokalita kotvice plovoucí | 49°2′33″ s. š., 17°24′51″ v. d.  |
| 1435 | U zvonice                                          | PP   | U zvonice                     | 1,27         | Kategorie „U zvonice“ na Wikimedia Commons                                            | Pastvina s hojným výskytem vstavačovitých | 48°56′25″ s. š., 17°47′9″ v. d.  |
| 5997 | Údolí Bánovského potoka                            | PP   | Údolí Bánovského potoka       | 21,65        | Kategorie „Údolí Bánovského potoka“ na Wikimedia Commons                              | Bourovec trnkový a kuňka žlutobřichá včetně jejich biotopu | 49°0′27″ s. š., 17°42′19″ v. d.  |
| 5993 | Údolí Okluky                                       | PP   | Údolí Okluky                  | 4,6          | Kategorie „Údolí Okluky (natural monument)“ na Wikimedia Commons                      | Bourovec trnkový – evropsky významný druh a jeho biotop |                                  |
| 5998 | Újezdecký les                                      | PP   | Újezdecký les                 | 77,87        | Kategorie „Újezdecký les“ na Wikimedia Commons                                        | Západokarpatské dubohabřiny, středoevropské teplomilné doubravy, bourovec trnkový a jeho biotop                                                                                           | 49°2′58″ s. š., 17°41′11″ v. d.  |
| 1436 | Přírodní památka Uvezené                           | PP   | Uvezené                       | 14,39        | Kategorie „Uvezené“ na Wikimedia Commons                                              | Ukázka sesuvného území na prameništi, smíšený porost s hojným česnekem medvědím | 48°54′32″ s. š., 17°38′53″ v. d. |
| 802  | V Krátkých                                         | PP   | V Krátkých                    | 1,37         | Kategorie „V Krátkých“ na Wikimedia Commons                                           | Pastvina s bohatou květenou Bílých Karpat | 48°57′33″ s. š., 17°49′24″ v. d. |
| 1437 | Vápenky                                            | PP   | Vápenky                       | 10,60        | Kategorie „Vápenky (natural monument“ na Wikimedia Commons                            | Dubová bučina, reprezentativní porost Bílých Karpat | 48°52′33″ s. š., 17°38′25″ v. d. |
| 804  | Popis obrazku                                      | PR   | Ve Vlčí                       | 21,68        | Kategorie „Ve Vlčí“ na Wikimedia Commons                                              | Bohatá lokalita vstavačovitých | 48°55′46″ s. š., 17°51′27″ v. d. |
| 511  | Vlčnovský háj                                      | PR   | Vlčnovský háj                 | 31,97        | Kategorie „Vlčnovský háj“ na Wikimedia Commons                                        | Zachování typické vegetace karpatské prvosenkové dubohabřiny s bohatým výskytem ohrožené ladoňky dvoulisté                                                                                | 48°59′47″ s. š., 17°36′7″ v. d.  |
| 780  | Vrchové                                            | PR   | Vrchové                       | 21,01        | Kategorie „Vrchové“ na Wikimedia Commons                                              | Ukázka přirozené sukcese opuštěných pastvin a sadů | 49°3′55″ s. š., 17°36′38″ v. d.  |
| 783  | Přírodní památka Za lesem                          | PP   | Za lesem                      | 1,22         | Kategorie „Za lesem“ na Wikimedia Commons                                             | Lokalita šafránu bělokvětého. Dříve se vyskytující hořec Kochův vymizel | 48°54′21″ s. š., 17°39′9″ v. d.  |
| 797  | Přírodní památka Záhumenice                        | PP   | Záhumenice                    | 11,01        | Kategorie „Záhumenice“ na Wikimedia Commons                                           | Zachovalé prameniště s typickými vlhkomilnými společenstvy | 48°53′48″ s. š., 17°41′15″ v. d. |

## Zrušená chráněná území
| Kód  | Obrázek | Název | Druh             | Galerie Commons | Popis území                                                      | Datum zrušení |
| ---- | ------- | ----- | ---------------- | --------------- | ---------------------------------------------------------------- | ------------- |
| 1744 |         | Žleb  | Přírodní památka |                 | Květnatá louka, mokřady a dubový háj s bohatou květenou a hmyzem | 8.12.2011     |